# Église Sant'Agostino (Sienne)
Pour les articles homonymes, voir Sant'Agostino (homonymie).
L'église Sant'Agostino est l'une des églises de Sienne, située sur le plateau Sant'Agostino.

## Histoire
La construction de l'église Sant'Agostino et du couvent attenant a commencé en 1258, s'est prolongée pendant 50 ans, et s'est complétée au fil du temps d'agrandissements et de réfections.

## Description
L'intérieur a été rénové entre 1747 et 1755 sur les projets de Luigi Vanvitelli, en conservant les autels en marbre polychrome des XVIe et XVIIe siècles. De cette époque date l'installation des quatre statues en stuc de la nef centrale et du transept, œuvres de Giuseppe Mazzuoli et de Giuseppe Silini.

### Chapelles de gauche
- Battesimo di Costantino de Francesco Vanni,
- Retable de la Trinità e santi de Pietro Sorri,
- Monument funéraire de Agostino Chigi (1631) par Tommaso Redi,
- Retable Rutilio Manetti con Sant'Antonio tentato dal diavolo.

### Presbytère
- Ciborium monumental et bas-reliefs du Cristo risorto e i due angeli adoranti de Francesco Mazzuoli, Giovanni Antonio Mazzuoli et Giuseppe Mazzuoli.

### Chapelles de droite
- Deux Sibylles, fresques de Luca Signorelli,
- Nascita della Vergine et la Natività di Francesco di Giorgio Martini et son atelier,
- Monument funéraire d'Orso d'Elci de Giovanni Antonio Mazzuoli,
- Retable de l'Andata al Calvario, signé Ventura Salimbeni,
- Monument en marbre au pape Pie II, sculpture de Giovanni Duprè (1850),
- Autel Piccolomini, marbre polychrome, érigé en 1596, surmonté de l'Adorazione dei magi de Le Sodoma,
- Retable de la Crocifissione réalisé par Le Pérugin.

## Œuvres déplacées
- Le triptyque de Sant'Agostino de Simone Martini, conservé à la pinacothèque nationale de Sienne